# Unhallowed
"Unhallowed" Es el álbum debut de la banda de Death metal melódico, The Black Dahlia Murder. Fue lanzado a través de Metal Blade Records el 17 de junio de 2003. En la versión expandida del álbum incluían fotos e información sobre la banda. Metal Blade lanzó una versión de vinilo de edición limitada de Unhallowed   el 20 de agosto de 2013 en honor del décimo aniversario del álbum. La banda actuó el álbum en su entirety en la primavera de 2016 con Fallujah y Disentomb.
El intro y outro a este récord provenido la guía Butchering the Human Carcass for Human Consumption por The Church of Euthanasia. La intro es una narración de la sección "Gutting" y el outro es de la sección llamada "Beheanding".
Las canciones "El Blackest Encarnation" y "Closed Casket Requiem" originalmente aparecieron en el EP Cold-Blooded Epitaph y fueron regrabados para este álbum.

## Listado de pista
Toda la letra fue escrita por Trevor Strnad

Todas las letras escritas por Trevor Strnad, toda la música compuesta por The Black Dahlia Murder. 
| N.º | Título                            | Duración |  |
| 1.  | «Unhallowed»                      | 1:59     |  |
| 2.  | «Funeral Thirst»                  | 3:55     |  |
| 3.  | «Elder Misanthropy»               | 2:34     |  |
| 4.  | «Contagion»                       | 3:23     |  |
| 5.  | «When the Last Grave Has Emptied» | 3:11     |  |
| 6.  | «Thy Horror Cosmic»               | 2:55     |  |
| 7.  | «The Blackest Incarnation»        | 4:43     |  |
| 8.  | «Hymn for the Wretched»           | 4:18     |  |
| 9.  | «Closed Casket Requiem»           | 4:25     |  |
| 10. | «Apex»                            | 5:05     |  |

Version de Vinilo Parte A
| Vinyl edition Side A |                                   |          |  |
| N.º                  | Título                            | Duración |  |
| 1.                   | «Unhallowed»                      | 1:59     |  |
| 2.                   | «Funeral Thirst»                  | 3:55     |  |
| 3.                   | «Elder Misanthropy»               | 2:34     |  |
| 4.                   | «Contagion»                       | 3:23     |  |
| 5.                   | «When the Last Grave Has Emptied» | 3:10     |  |

Versión de Vinilo Parte B
| Vinyl edition Side B |                            |          |  |
| N.º                  | Título                     | Duración |  |
| 1.                   | «Thy Horror Cosmic»        | 2:55     |  |
| 2.                   | «The Blackest Incarnation» | 4:43     |  |
| 3.                   | «Hymn for the Wretched»    | 4:28     |  |
| 4.                   | «Closed Casket Requiem»    | 4:25     |  |
| 5.                   | «Apex»                     | 5:01     |  |

## Créditos
The Black Dahlia Murder

- Trevor Strnad – voz
- Brian Eschbach – guitarra rítmica y coros
- John Kempainen – guitarra
- David Lock – bajo
- Cory Grady – batería

Adicional
- Mike Hasty - Producción e Ingeniería
- Ryan Williams - Ingeniero
- Jason Clifton - Masterización
- Brian Ebert - Fotografía
- Adam Wentworth - arte (diseño gráfico)
- Jon Zog - arte (logo)

- Datos: Q3373043